# Wiktor Malcew (oficer)
Wiktor Iwanowicz Malcew, ros. Виктор Иванович Мальцев (ur. 13 kwietnia?/25 kwietnia 1895 w Guś-Chrustalnym, zm. 1 sierpnia 1946 w Moskwie) – radziecki pułkownik, organizator kolaboracyjnych oddziałów wojskowych na Krymie, dowódca 150 batalionu Schuma, dowódca lotnictwa Sił Zbrojnych KONR podczas II wojny światowej.

## Życiorys
W 1918 r. wstąpił do armii bolszewickiej. Brał udział w wojnie domowej z białymi. W 1919 r. ukończył jegorowską szkołę wojskową, po czym pracował w niej jako instruktor. W latach 1925–1927 był komendantem centralnego lotniska pod Moskwą. Do 1931 r. sprawował funkcję zastępcy, a następnie dowódcy lotnictwa Syberyjskiego Okręgu Wojskowego. W 1936 r. awansował do stopnia pułkownika. W 1937 r. został szefem turkmeńskiego zarządu sił powietrznych Armii Czerwonej. Na fali czystek stalinowskich w wyższej kadrze wojskowej 11 marca 1938 r. został aresztowany przez NKWD i osadzony w więzieniu w Aszchabadzie. Nie przyznał się do zarzucanej winy, 5 września 1939 r. wypuszczono go na wolność. Od grudnia tego roku służył w jednostce lotniczej w Jałcie na Krymie. W listopadzie 1941 r. poddał się dobrowolnie wojskom niemieckim. Do grudnia 1942 r. sprawował funkcję burmistrza Jałty, a następnie organizował w rejonie Symferopola ochotnicze oddziały do walki z Sowietami. Został dowódcą 150 batalionu Schuma Tatarów krymskich. Od września 1943 r. prowadził antykomunistyczną działalność propagandową w radio i w obozach jenieckich, współdziałał w formowaniu rosyjskich jednostek lotniczych, w tym 1 Wschodniej Eskadry Lotniczej. Jesienią 1944 r. wstąpił do Komitetu Wyzwolenia Narodów Rosji (KONR). Na pocz. 1945 r. objął dowództwo lotnictwa Sił Zbrojnych KONR, działającego na obszarze Czech. 27 lutego tego roku został awansowany przez Niemców do stopnia generała majora. 30 kwietnia poddał się Amerykanom, którzy w sierpniu przekazali go Sowietom. Próbował wówczas popełnić samobójstwo, został jedynie poważnie ranny. Po moskiewskim procesie dowódców ROA został skazany na karę śmierci, którą wykonano przez powieszenie 1 sierpnia 1946 r.